# Economia Arabiei Saudite
Arabia Saudită are o economie bazată pe petrol, care generează 45 % din Produsul Intern Brut.
Economia se bazează pe exploatarea și, mai recent, prelucrarea petrolului. Este un exemplu tipic de țară care a cunoscut o dezvoltare economica substanțială ca urmare a valorificării acestui combustibil, solicitat intens pe plan mondial. În ultimii ani ai secolului al XX-lea Arabia Saudita a devenit cel mai mare producător și exportator de petrol din lume. Mai mult de o treime din producția sa de petrol provine din exploatări submarine. Paralel și-a dezvoltat o industrie petrochimică proprie, în prezent platforma de la Dhahran fiind cea mai mare din lume.
Arabia Saudita are și o producție industrială diversificată: metalurgie feroasă și neferoasă (aluminiu), construcții de mașini (inclusiv electronică și electrotehnică), ciment, textile s.a. Fiind deficitară în resurse de apă, Arabia Saudita și-a dezvoltat cea mai puternică industrie de desalinizare a apei de mare din lume. Apa astfel obținută asigură peste doua treimi din necesarul țării, iar sarea rezultată este folosită ca materie primă în industria chimică. Agricultura, tradițional axată pe creșterea nomadă a animalelor, s-a diversificat datorită irigațiilor, cultura plantelor căpătând o pondere mai mare. De pildă, din importator Arabia Saudită a ajuns exportator de cereale. Un loc important îl ocupă plantațiile de curmali.
În zootehnie predomină creșterea cornutelor (ovine și caprine) și a cămilelor.
Arabia Saudită este una dintre cele mai moderne rețele de transport din regiune și totodată de pe continent. Se remarcă rețeaua de autostrăzi și aeroporturi moderne (din Riyadh, Jiddah și Mecca), precum și porturile petroliere Ras Tannurah, la Golful Persic, cel mai mare din lume, și Yanbu, la Marea Roșie. De asemenea, dispune de mari conducte care transportă petrolul spre Marea Mediterană și Marea Roșie, de unde, îmbarcat în petroliere, acesta ia calea Europei și Americii.